# Stenogaster pilosa
Stenogaster pilosa är en getingart som beskrevs av Vecht 1975. Stenogaster pilosa ingår i släktet Stenogaster och familjen getingar. Inga underarter finns listade i Catalogue of Life.